# Az év cseh labdarúgója
Az év cseh labdarúgója (csehül: Fotbalista roku) díjat a Cseh labdarúgó-szövetség (FAČR) adja át 1993 óta. Ezt megelőzően 1965 és 1992 között az év csehszlovák labdarúgója díj került kiosztásra minden évben. 

## Díjazottak

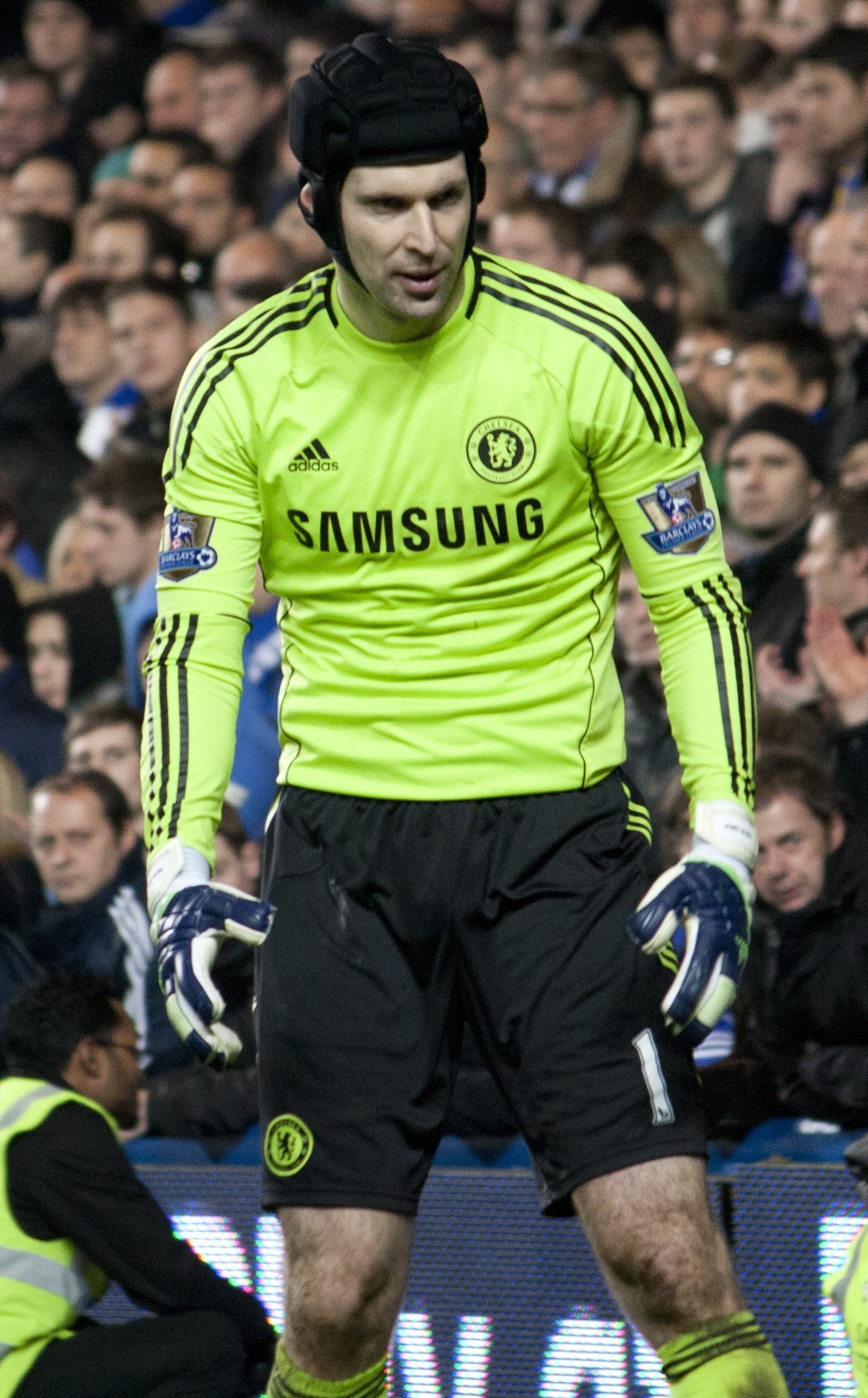
Petr Čech a rekordot jelentő 9 alkalommal nyerte el a díjat.

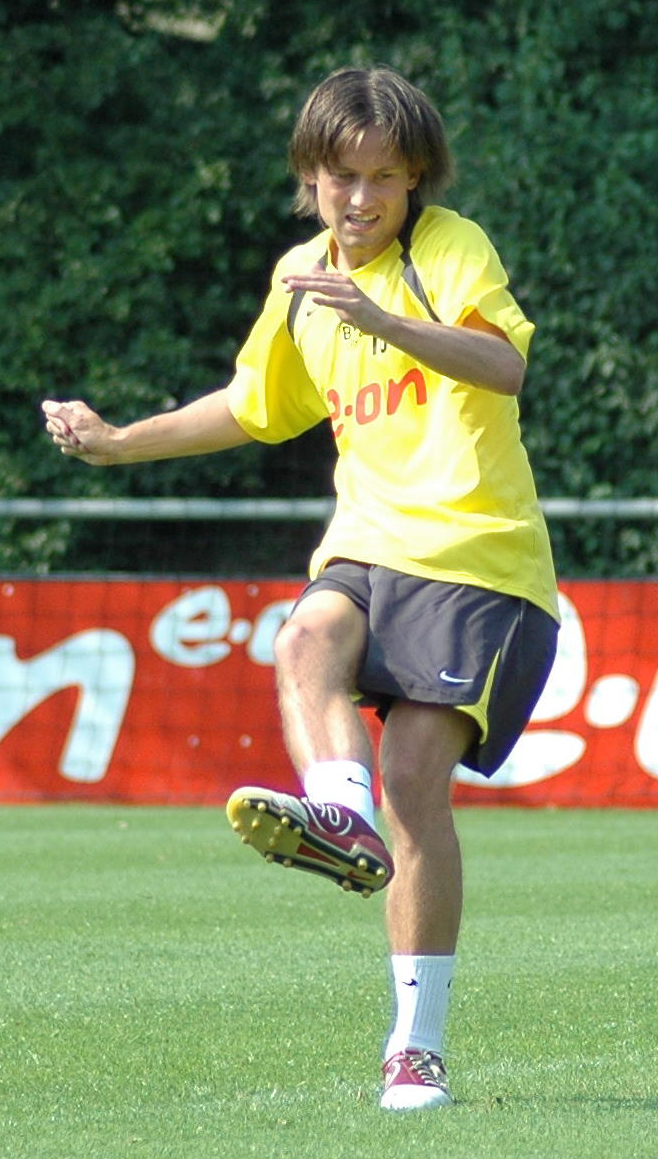
Tomáš Rosický három alkalommal nyerte el a díjat

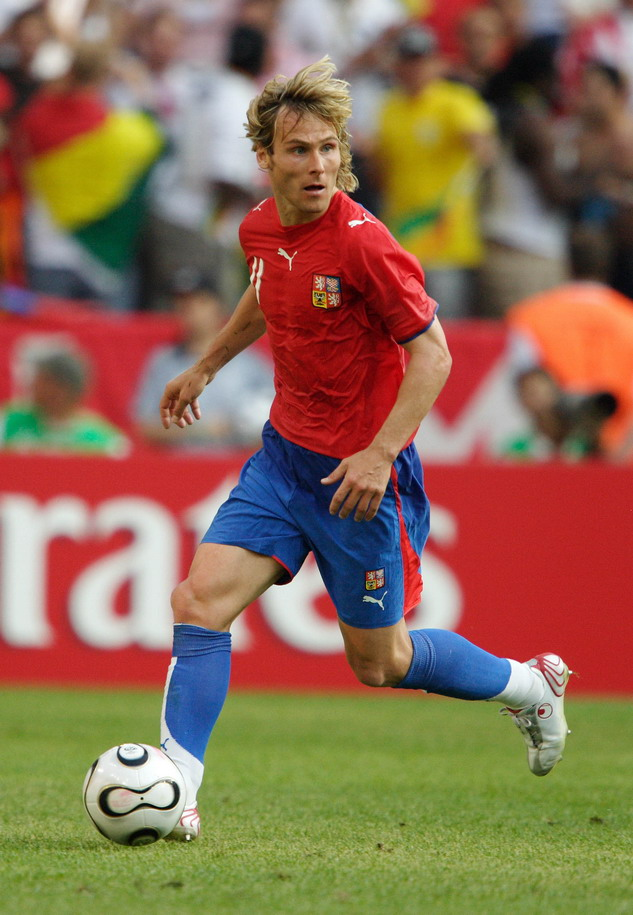
Pavel Nedvědet négyszer választották az év labdarúgójának Csehországban.

### Férfiak
| Év     | Játékos           | Klubcsapat           |
| ------ | ----------------- | -------------------- |
| 1993   | Petr Kouba        | Sparta Praha         |
| 1994   | Pavel Kuka        | 1. FC Kaiserslautern |
| 1995   | Radek Drulák      | Petra Drnovice       |
| 1996 * | Patrik Berger     | Liverpool            |
| 1996 * | Karel Poborský    | Manchester United    |
| 1997   | Jiří Němec        | Schalke              |
| 1998   | Pavel Nedvěd      | Lazio                |
| 1999   | Jan Koller        | Anderlecht           |
| 2000   | Pavel Nedvěd      | Lazio                |
| 2001   | Tomáš Rosický     | Borussia Dortmund    |
| 2002   | Tomáš Rosický     | Borussia Dortmund    |
| 2003   | Pavel Nedvěd      | Juventus             |
| 2004   | Pavel Nedvěd      | Juventus             |
| 2005   | Petr Čech         | Chelsea              |
| 2006   | Tomáš Rosický     | Arsenal              |
| 2007   | Marek Jankulovski | Milan                |
| 2008   | Petr Čech         | Chelsea              |
| 2009   | Petr Čech         | Chelsea              |
| 2010   | Petr Čech         | Chelsea              |
| 2011   | Petr Čech         | Chelsea              |
| 2012   | Petr Čech         | Chelsea              |
| 2013   | Petr Čech         | Chelsea              |
| 2014   | David Lafata      | Sparta Praha         |
| 2015   | Petr Čech         | Arsenal              |
| 2016   | Petr Čech         | Arsenal              |
| 2017   | Vladimír Darida   | Hertha               |
| 2018   | Tomáš Vaclík      | Sevilla              |
| 2019   | Tomáš Souček      | West Ham             |

### Nők
| Év   | Játékos           | Klubcsapat                    |
| ---- | ----------------- | ----------------------------- |
| 2002 | Kateřina Došková  | Sparta Praha                  |
| 2003 | Eva Šmeralová     | Sparta Praha                  |
| 2004 | Pavlína Ščasná    | Bayern München                |
| 2005 | Zuzana Pincová    | Sparta Praha                  |
| 2006 | Pavlína Ščasná    | Bayern München KIF Örebro DFF |
| 2007 | Pavlína Ščasná    | KIF Örebro DFF LdB FC Malmö   |
| 2008 | Pavlína Ščasná    | Slavia Praha                  |
| 2009 | Petra Divišová    | Slavia Praha                  |
| 2010 | Petra Divišová    | Slavia Praha                  |
| 2011 | Veronika Pincová  | Slavia Praha                  |
| 2012 | Lucie Martínková  | Sparta Praha                  |
| 2013 | Lucie Martínková  | Sparta Praha KIF Örebro DFF   |
| 2014 | Lucie Martínková  | KIF Örebro DFF Sparta Praha   |
| 2015 | Kateřina Svitková | Slavia Praha                  |
| 2016 | Lucie Voňková     | FF USV Jena                   |
| 2017 | Lucie Voňková     | FF USV Jena Bayern München    |
| 2018 | Kateřina Svitková | Slavia Praha                  |
| 2019 | Kateřina Svitková | Slavia Praha                  |

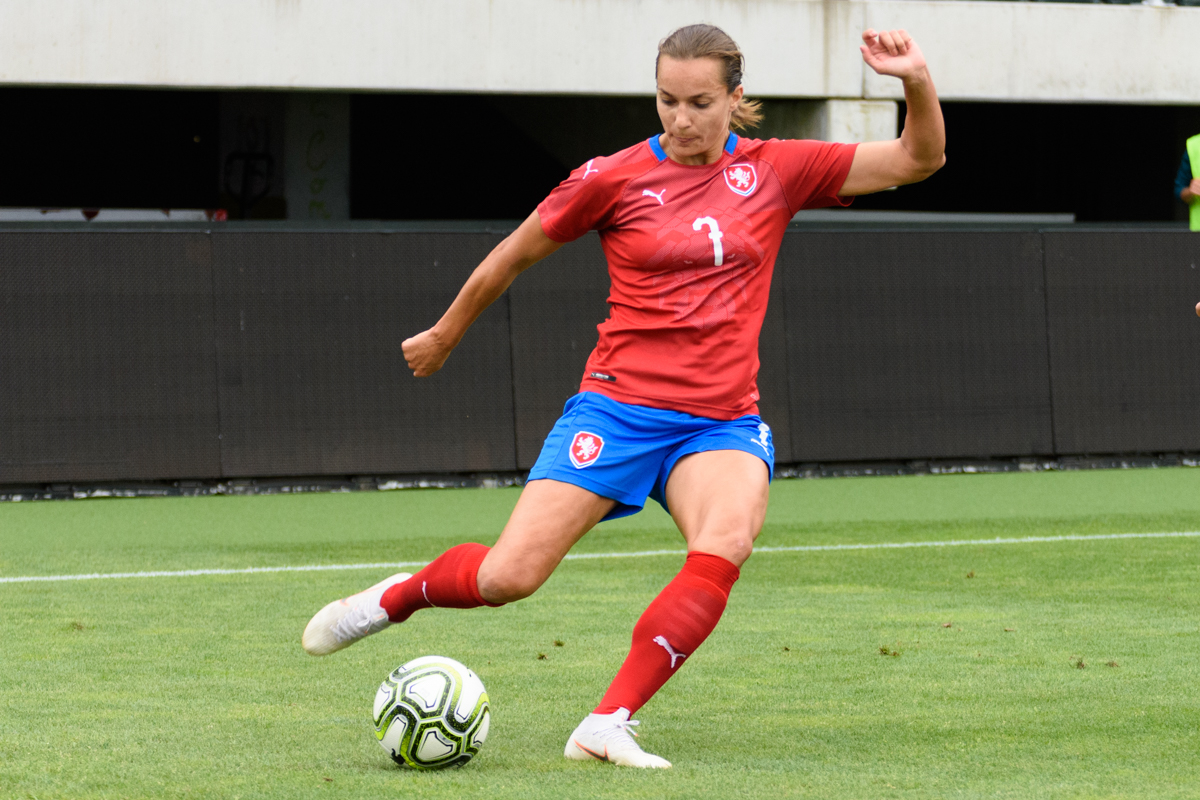
Lucie Martínková három alkalommal nyerte el a díjat

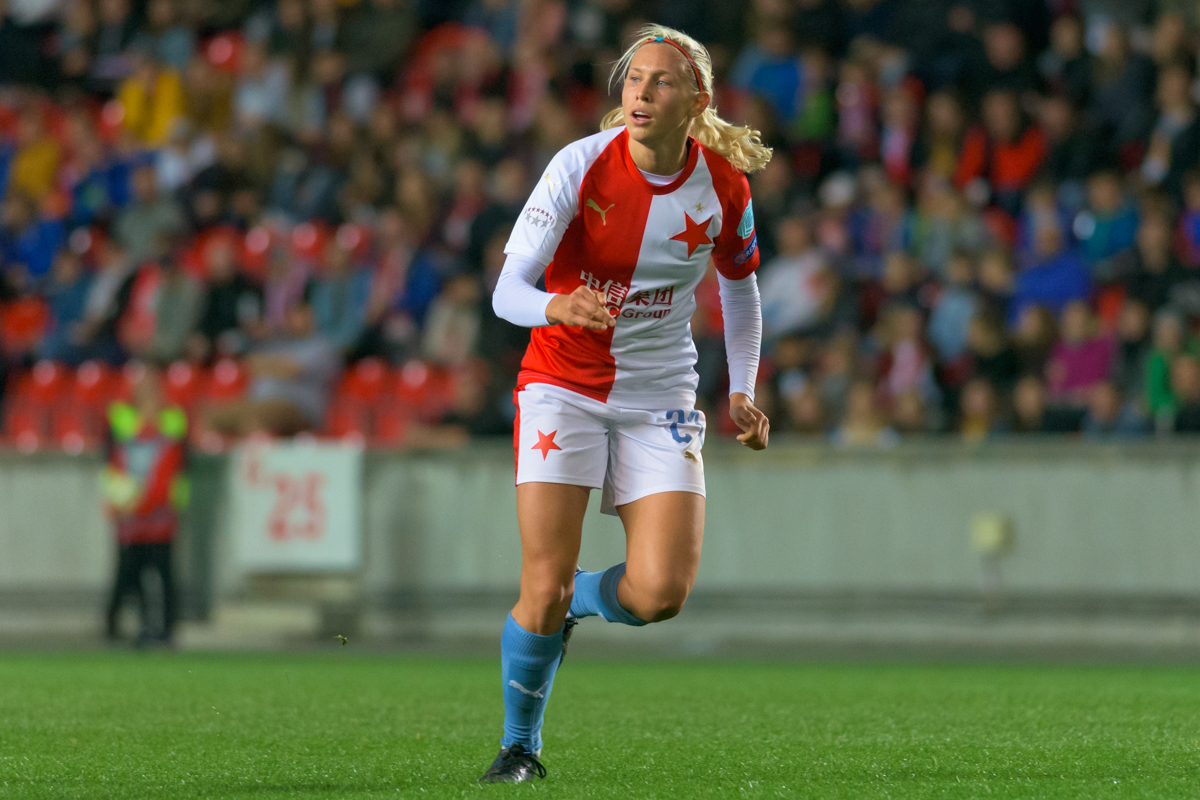
Kateřina Svitková szintén triplázott

- (*) – Az adott évben két győztest választottak.